# Inter arma enim silent leges
Inter arma enim silent leges ist ein lateinisches Sprichwort, in deutscher Übersetzung etwa: „Denn unter den Waffen schweigen die Gesetze“. 
Die Wendung geht auf den römischen Politiker Cicero zurück und wurde dessen Verteidigungsrede Pro T. Annio Milone („Für Titus Annius Milo“) aus dem Jahr 52 v. Chr. entlehnt. Er wurde ein Rechtsgrundsatz im alten Rom. Wörtlich sagte Cicero: Silent enim leges inter arma. Damit legitimierte er den Bruch von (kodifizierten) Gesetzen in Kriegszeiten.
Aufgegriffen wird die Sentenz auch von neuzeitlichen Naturrechtstheoretikern, so etwa Hugo Grotius, in De jure belli ac pacis, Prolegomena § 26.  Thomas Hobbes führt in De cive V, 2 aus: „Es ist ein abgedroschenes Sprichwort, dass unter den Waffen die Gesetze schweigen; aber es ist auch ein sehr wahres, nicht bloß in Bezug auf die bürgerlichen Gesetze, wenn man es nur auf die Gesinnung, sondern auch auf das Handeln bezieht.“ Während Grotius das Schweigen der Gesetze ausschließlich auf die positiven Gesetze beschränkt, ist Hobbes der Auffassung, dass in Kriegszeiten auch die natürlichen (überpositiven) Gesetze des Naturrechts verstummen, wenigstens insofern sie sich auf Handlungen beziehen. 
Anders Kant: Im Kapitel „Völkerrecht“ seiner Metaphysik der Sitten verwirft er den gerechten (pflichtgebotenen) Krieg. Krieg zu führen ist lediglich als Reaktion auf erlittenes Unrecht (Rechtsverletzung) erlaubt. Der Zustand zwischen Staaten ist ein Naturrechtszustand. Die Prinzipien des Naturrechts sind auch dann in Geltung, wenn Staaten Krieg führen.
Eine Episode der Fernsehserie Star Trek: Deep Space Nine heißt im Deutschen Unter den Waffen schweigen die Gesetze, auf Englisch wurde der Ausdruck Inter Arma Enim Silent Leges benutzt.